# Double Life
Double Life (с англ. — «Двойная Жизнь») — шестой в общем и третий с альбома Candy-O сингл американской рок-группы The Cars, вышедший 11 декабря 1979 года на лейбле Elektra Records. В Германии сингл вышел раньше, 19 октября 1979 года. Песня, написанная Риком Окасеком, была почти исключена из альбома. Песня была выпущена в качестве третьего сингла с альбома в 1979 году, но не попала в чарты.

## О сингле
"Double Life" была почти исключена из Candy-O; Рик Окасек вспоминал: "Когда одна из моих песен поступает в группу в виде простой кассеты, мы садимся и говорим о ней. Если я проиграю, мы её не сделаем. Мы почти не включили "Double Life" в новый альбом, она была удалена". Первые строки песни "It takes a fast car to lead a double life (с англ. — «Нужна быстрая машина, чтобы вести двойную жизнь»)" взяты из первых двух строк стихотворения Лоуренса Ферлингетти под названием "Потерянные Родители".
На альбоме Candy-O эта песня переходит в следующую песню "Shoo Be Doo, которая, в свою очередь, переходит в заглавный трек альбома. Кроме того, что они находятся в одних и тех же параллельных тональностях (до мажор и ля минор), у них нет ничего общего. Этот трюк соединения нескольких песен с помощью кроссфейдинга или коротких сегментов соблазнял радиопрограммистов на заре радио играть более одной песни из альбома. Многие радиостанции поддались этому искушению в секвенировании второй части дебютного альбома группы (в котором "You’re All I’ve Got Tonight", "Bye Bye Love", "Moving in Stereo" и "All Mixed Up" были органично выстроены в ряд).
Также было выпущено музыкальное видео, в котором группа подражала песне. Это было 21-е видео, показанное в первый день MTV 1 августа 1981 года.

## Композиция
Песню поёт Рик Окасек на ведущем вокале, в то время как другие участники группы создают гармонию из "А-А-А" и повторяющегося рефрена "It's all gonna happen to you (с англ. — «Это всё случится с тобой»)".
Хотя песня начинается с аккорда пауэр-аккорда ля, песня написана в до мажоре и состоит в основном из мажорных трезвучий до и фа, минорного трезвучия ля и доминанты, доминантсептаккорда соль.
В песне есть краткое гитарное соло ведущего гитариста Эллиота Истона, который исполняет несколько скоростных соло на музыкальном фоне в соль мажоре. Некоторые из его сольных фраз многозначительно заканчиваются на фа, седьмой ступени от соль, усиливая её роль в качестве доминантсептаккорда.

## Выпуск и Приём
"Double Life" был выпущен в качестве третьего сингла с альбома Candy-O в декабре 1979 года, с "Candy-O" на стороне Б. Несмотря на успех предыдущих двух синглов в чартах, "Double Life" не попал в чарты в Соединённых Штатах. С тех пор "Double Life" появилась в сборнике "Just What I Needed: The Cars Anthology" и примерно на 12 секунд длиннее, чем версия Candy-O.
Рецензент Allmusic Грег Прато заявил, что песня "охватывает современную поп-музыку". Журнал Billboard описал "Double Life" как "пульсирующую композицию в среднем темпе с характерным для группы беспечным вокалом и напряжённой инструментовкой".

## Список композиций

### США, Канада, Новая Зеландия, Япония 7" Сингл
Слова и музыка всех песен — Рик Окасек.
| №  | Название                                  | Основной вокал | Длительность |
| -- | ----------------------------------------- | -------------- | ------------ |
| 1. | «Double Life» (с англ. — «Двойная Жизнь») | Окасек         | 3:35         |

| №  | Название                           | Основной вокал | Длительность |
| -- | ---------------------------------- | -------------- | ------------ |
| 1. | «Candy-O» (с англ. — «Конфетка-О») | Бенджамин Орр  | 2:37         |

### Великобритания 7" Сингл
| №  | Название                                  | Основной вокал | Длительность |
| -- | ----------------------------------------- | -------------- | ------------ |
| 1. | «Double Life» (с англ. — «Двойная Жизнь») | Окасек         | 3:35         |

| №  | Название                                                     | Основной вокал | Длительность |
| -- | ------------------------------------------------------------ | -------------- | ------------ |
| 1. | «Got a Lot on My Head» (с англ. — «У Меня Много Дел на Уме») | Окасек         | 2:38         |

### Германия 7" Сингл
| №  | Название                                  | Основной вокал | Длительность |
| -- | ----------------------------------------- | -------------- | ------------ |
| 1. | «Double Life» (с англ. — «Двойная Жизнь») | Окасек         | 4:11         |

| №  | Название                                                      | Основной вокал | Длительность |
| -- | ------------------------------------------------------------- | -------------- | ------------ |
| 1. | «It’s All I Can Do» (с англ. — «Это Всё, что Я Могу Сделать») | Орр            | 3:46         |

## Участники записи
- Рик Окасек — ритм-гитара, вокал (Double Life, Got a Lot on My Head), бэк-вокал (Candy-O, It’s All I Can Do)
- Эллиот Истон — соло-гитара, бэк-вокал
- Грег Хоукс — клавишные, перкуссия, бэк-вокал
- Бенджамин Орр — бас-гитара, вокал (Candy-O, It’s All I Can Do), бэк-вокал (Double Life, Got a Lot on My Head)
- Дэвид Робинсон — ударные, перкуссия